# AJ 스미스-쇼버

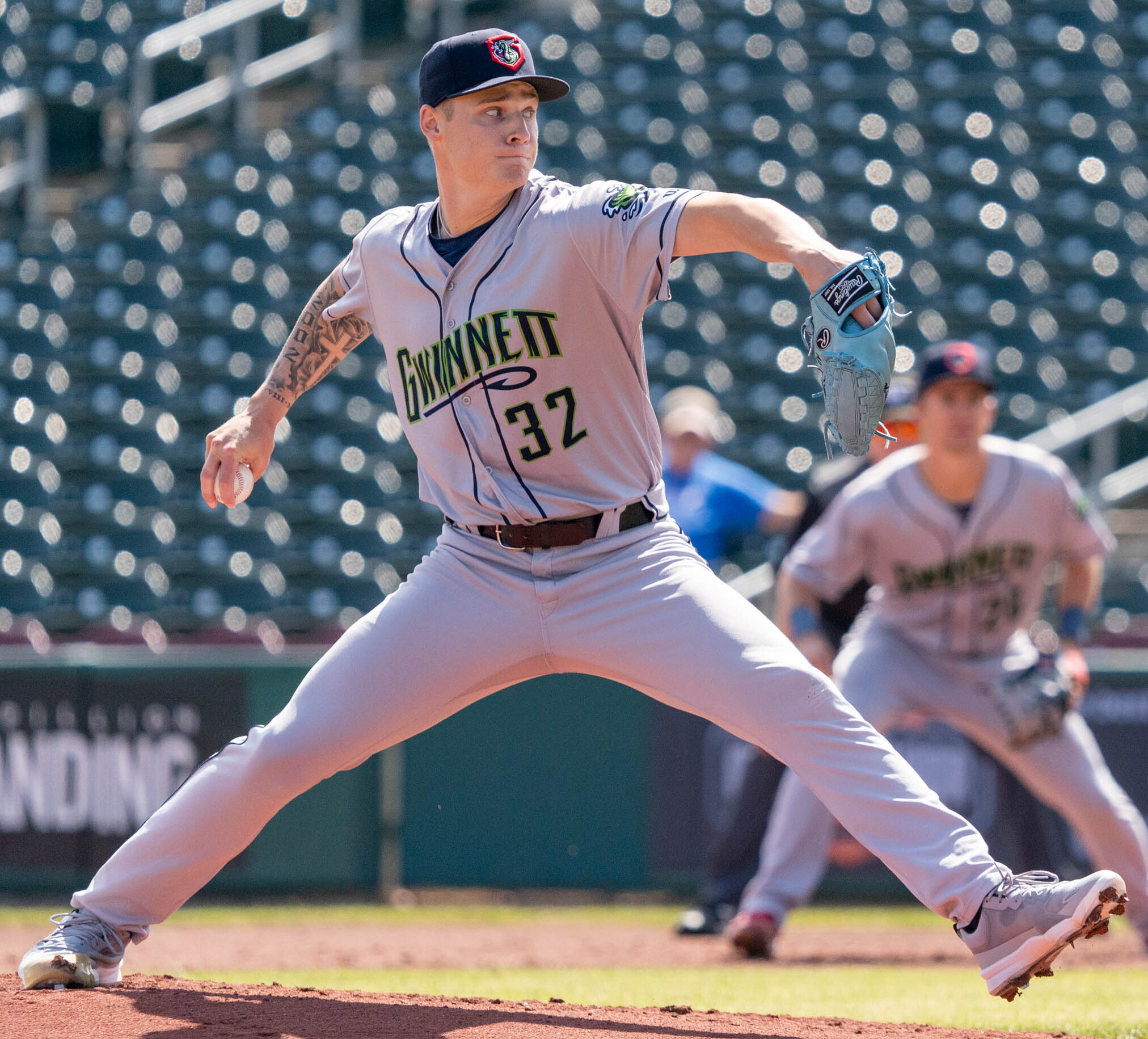

AJ 스미스-쇼버(AJ Smith-Shawver, 2002년 11월 20일 ~ )는 메이저 리그 베이스볼(MLB) 애틀랜타 브레이브스의 미국 프로 야구 투수이다. 2023년에 MLB에 데뷔했다.

## 아마추어 경력
스미스-쇼버는 텍사스주 콜리빌에서 자랐고 콜리빌 헤리티지 고등학교에 다녔으며 그곳에서 야구와 축구를 했다. 콜리빌 헤리티지(Colleyville Heritage)의 선발 쿼터백이었고 선배로서 2,616야드와 25개의 터치다운을 통과했다. 축구에 집중하기 위해 투구를 중단했고 타율 .344, 20타점을 기록한 후 댈러스 모닝 뉴스에서 3루수로 올에리어로 선정되었다. 스미스-쇼버는 텍사스 공과대학교에서 대학 야구와 대학 축구를 모두 하기로 약속했다.